# (11524) Pleyel
Pour les articles homonymes, voir Pleyel (homonymie).
(11524) Pleyel est un astéroïde de la ceinture principale.

## Description
(11524) Pleyel est un astéroïde de la ceinture principale. Il fut découvert le 2 août 1991 à La Silla par Eric Walter Elst. Il présente une orbite caractérisée par un demi-grand axe de 2,39 UA, une excentricité de 0,12 et une inclinaison de 9,4° par rapport à l'écliptique.
Il est nommé d'après le compositeur et fabricant de pianos Ignace Joseph Pleyel (1757-1831).

## Compléments